# Temulus (Mejobo)
Temulus is een bestuurslaag in het regentschap Kudus van de provincie Midden-Java, Indonesië. Temulus telt 6128 inwoners (volkstelling 2010).